# Monumento à Tertúlia (Círculo Literário no Café Moderno)
O Monumento à Tertúlia, denominado de Círculo Literário no Café Moderno, é um grupo escultórico criado pelo escultor espanhol César Lombera, localizado em Pontevedra (Espanha). Situa-se na Praça de São José em frente ao Café Moderno  e ao edifício central da antiga Caixa Económica Provincial de Pontevedra e foi inaugurado a 13 de Janeiro de 2006.

## História
Durante os séculos XIX e XX, Pontevedra foi palco de inúmeros eventos culturais, como os realizados na casa dos Muruais (a que Valle-Inclán assistiu), nos Cafés Carabela e Savoy ou os que tinham lugar na casa de Concepción Arenal.
Nas primeiras décadas do século XX, Pontevedra foi uma meca social e cultural e o epicentro dos intelectuais galegos que se encontraram em animados encontros políticos, literários e culturais na cidade. O local de encontro por excelência foi o Café Moderno, localizado no rés-do-chão do edifício Art Nouveau mais importante da Praça de São José.
Estes encontros e debates na cidade centraram-se, entre outros temas, nos conteúdos culturais e políticos da revista Nós ou na política galega e local. Foi sobre uma mesa de mármore do desaparecido Café Méndez Núñez, localizado na Praça da Peregrina, que Vicente Risco e Castelão desenharam a revista Nós, que seria publicada durante algum tempo na gráfica de Poza, na rua Michelena.
As tertúlias foram animadas e o tempo foi-hes dedicado. Os muitos funcionários públicos que compareceram deixavam o escritório mais cedo e os poetas ou escritores não tinham uma horário vinculativo. Todos estavam interessados em comentar os acontecimentos literários actuais ou pequenas reflexões políticas.
Os encontros (tertúlias) do Café Moderno, que tiveram lugar principalmente nas décadas de 1920 e 1930, foram originalmente encontros literários que se tornaram políticos. Depois de fevereiro de 1936, estas reuniões foram ainda numerosas porque Castelão trazia informações directas do Congresso e foi no âmbito deste debate que se desenvolveu o movimento pelo Estatuto da Autonomia da Galiza.
Para além da sua função de ponto de encontro na vida dos cidadãos, espaço de troca de opiniões sobre narrativa, poesia ou ensaio, estes encontros em Pontevedra foram verdadeiros centros de poder porque influenciaram directamente a vida política.

## Descrição
Estes encontros culturais e políticos na cidade reflectem-se neste grupo escultórico que recria um dos mais importantes encontros de intelectuais galegos da época no Café Moderno, dirigido pelo violinista Manuel Quiroga com o seu violino e com a participação dos escritores e os intelectuais Castelao (artista e escritor), Ramón Cabanillas, Carlos Casares, Valentín Paz Andrade (político e escritor) e o político e intelectual Alexandre Bóveda.
O grupo escultórico é colocado sobre uma base circular em granito preto polido. A obra é feita em bronze e mostra os participantes do encontro cultural (tertulianos ) sentados em cadeiras à volta de duas mesas. O grupo escultórico pesa duas toneladas. O bronze das figuras tem pátinas que lhe conferem diferentes acabamentos e tonalidades.
À volta das duas mesas sentam-se Alexandre Bóveda, Castelao, Valentín Paz Andrade e Ramón Cabanillas. O membro mais jovem do grupo, Carlos Casares, está de pé apoiado sobre os dois últimos, assistindo ao palco, enquanto todos os participantes no encontro assistem à actuação do violinista de Pontevedra, Manuel Quiroga.
As cadeiras vazias ao lado dos protagonistas destinam-se a convidar os cidadãos a sentarem-se e a tirarem fotografias, de modo a que a escultura estabeleça um diálogo com a cidade.

## Cultura
Dentro do Café Moderno, numa das suas salas, há outro grupo escultórico do Monumento à Tertúlia. Neste caso, a réplica do grupo escultórico é em bronze policromado.

## Galeria de imagens

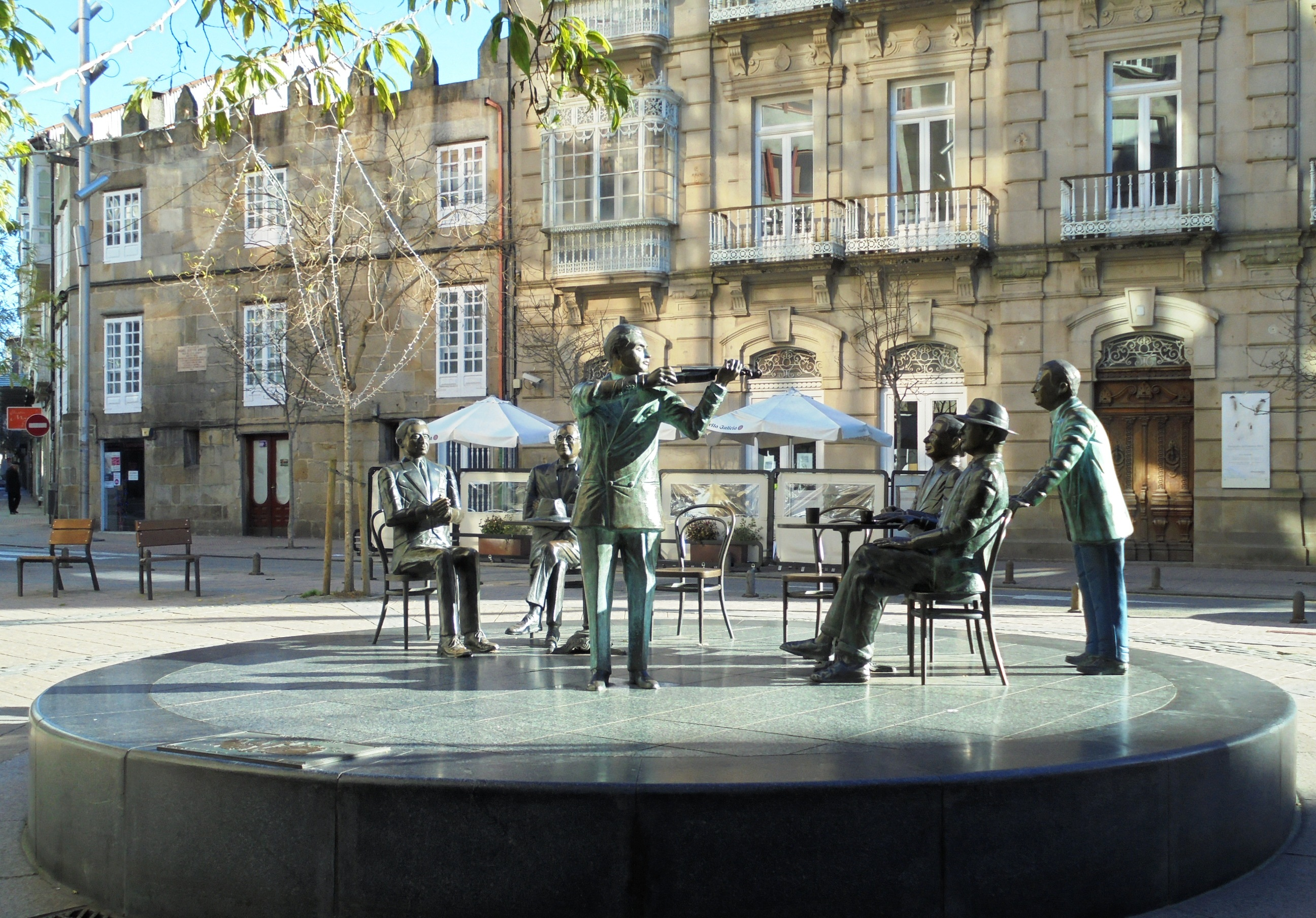
Grupo escultórico A Tertúlia
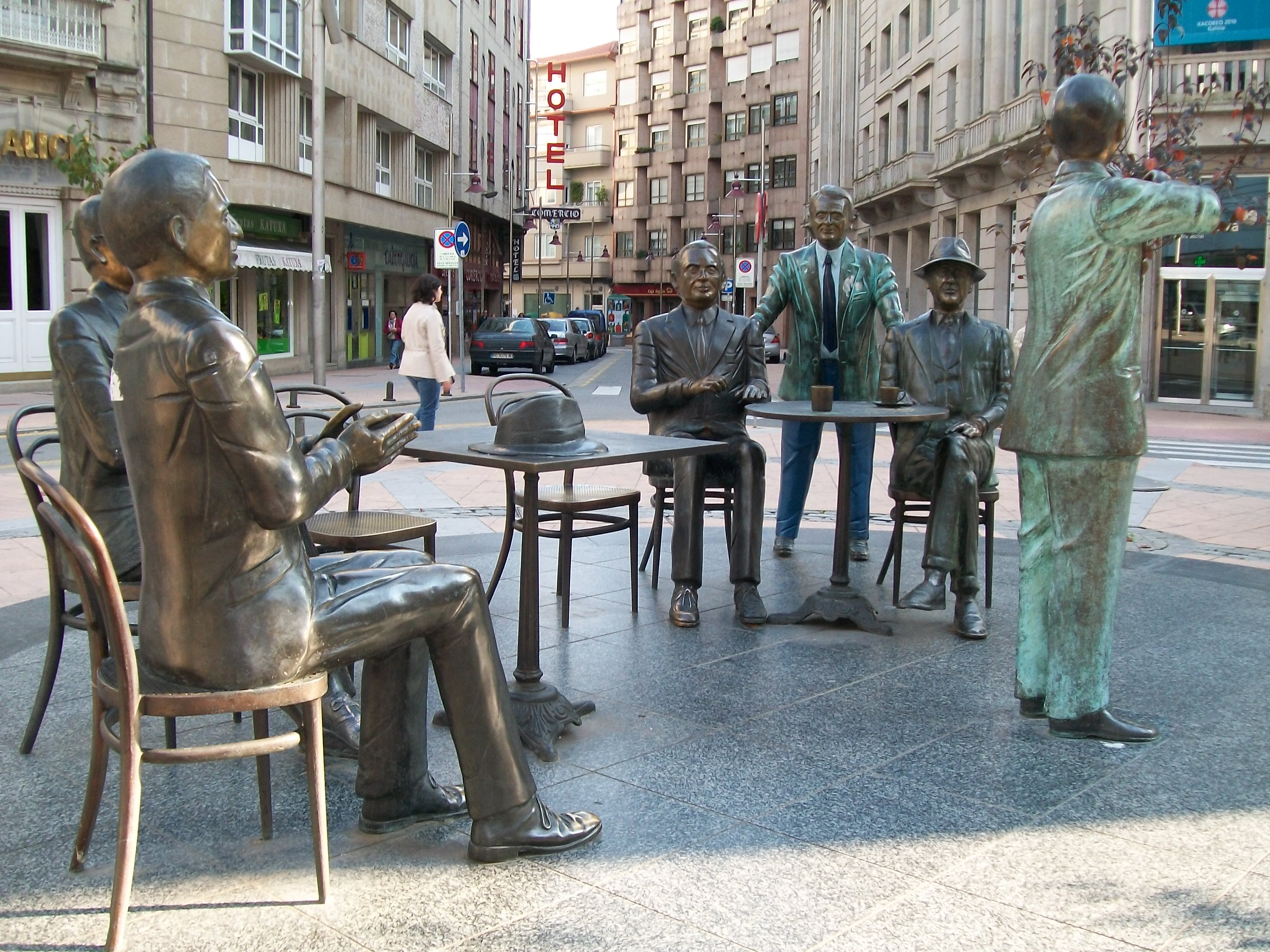
Grupo escultórico
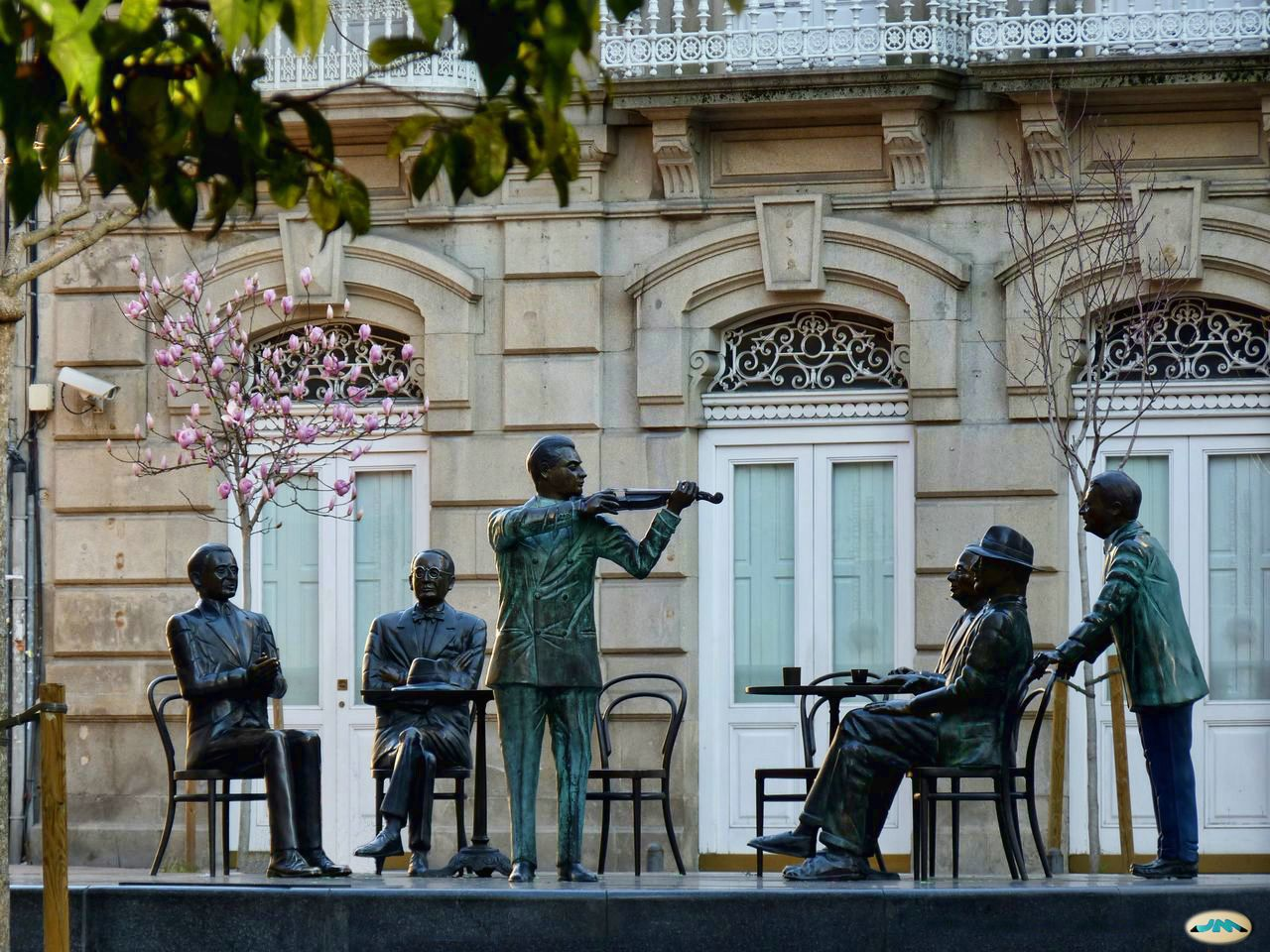
Participantes do encontro cultural
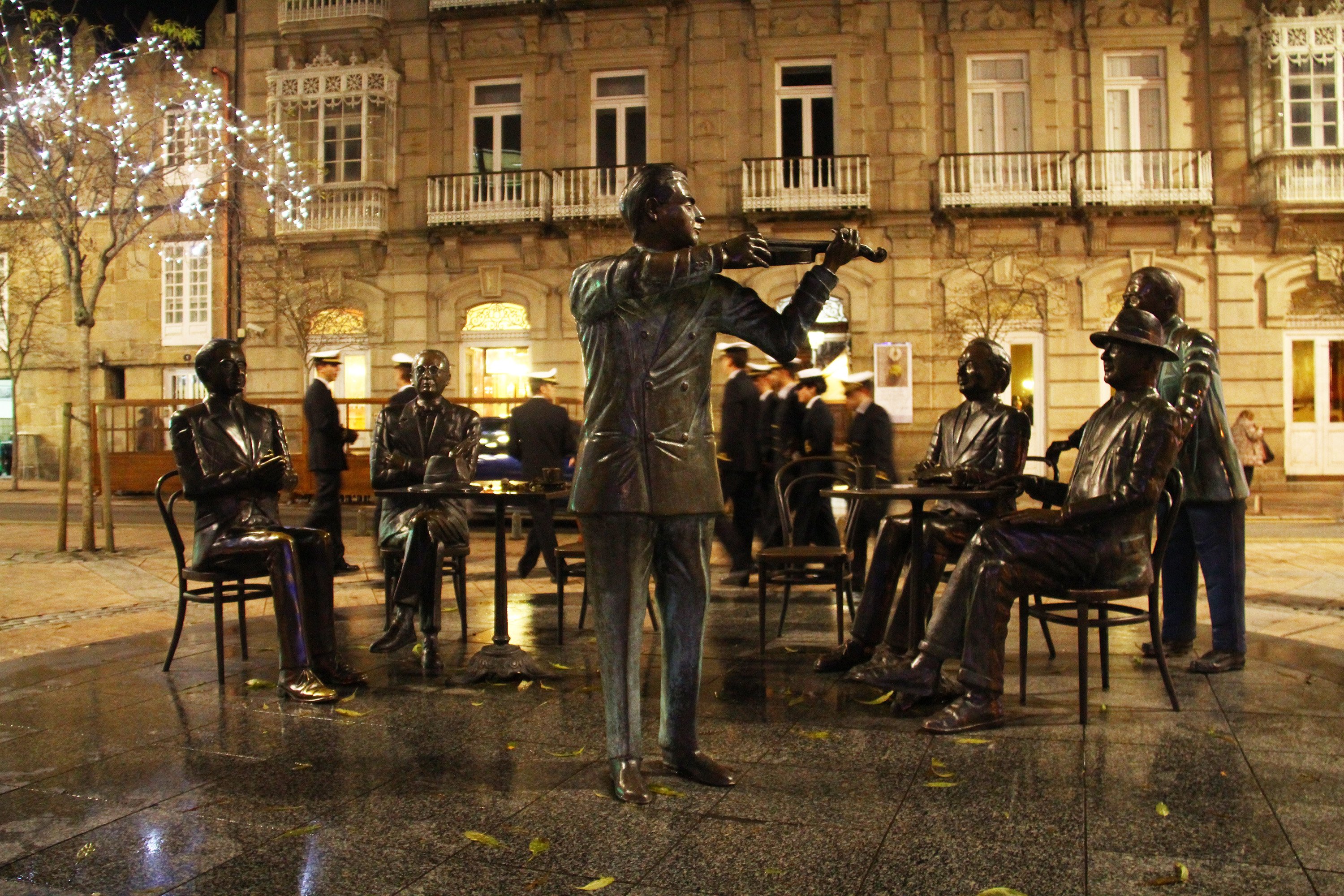
O grupo escultórico à noite
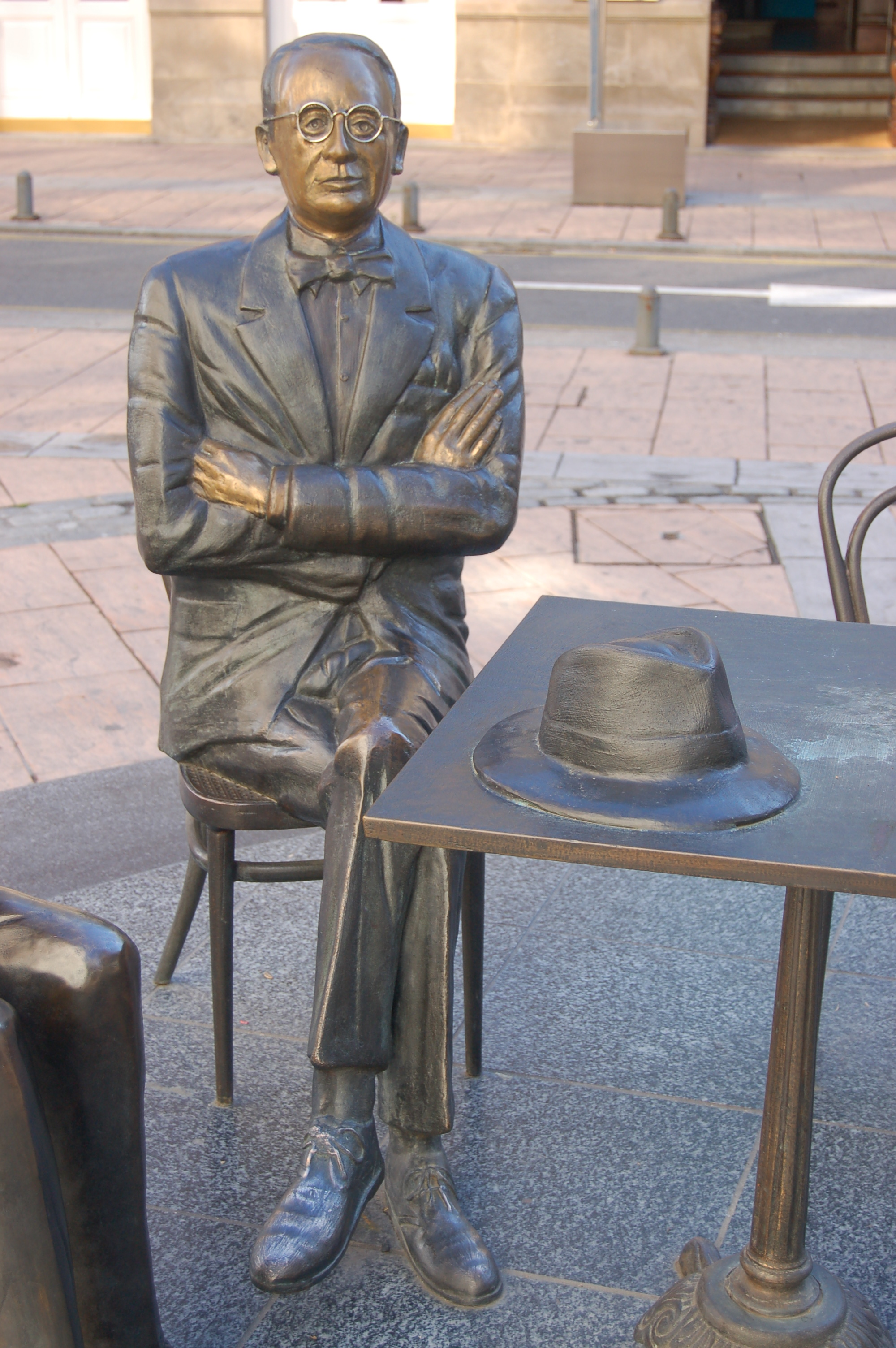
Castelao
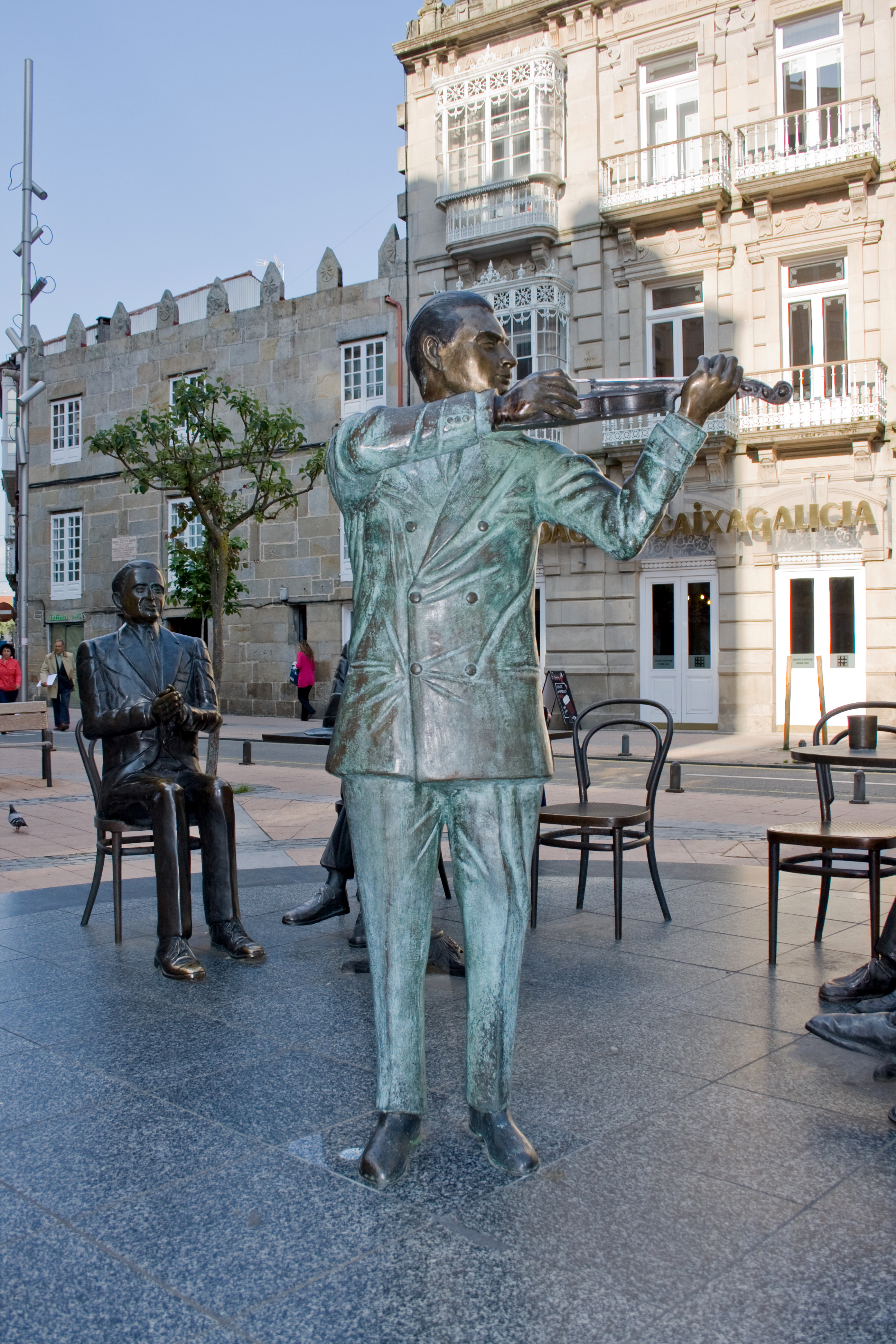
Manuel Quiroga
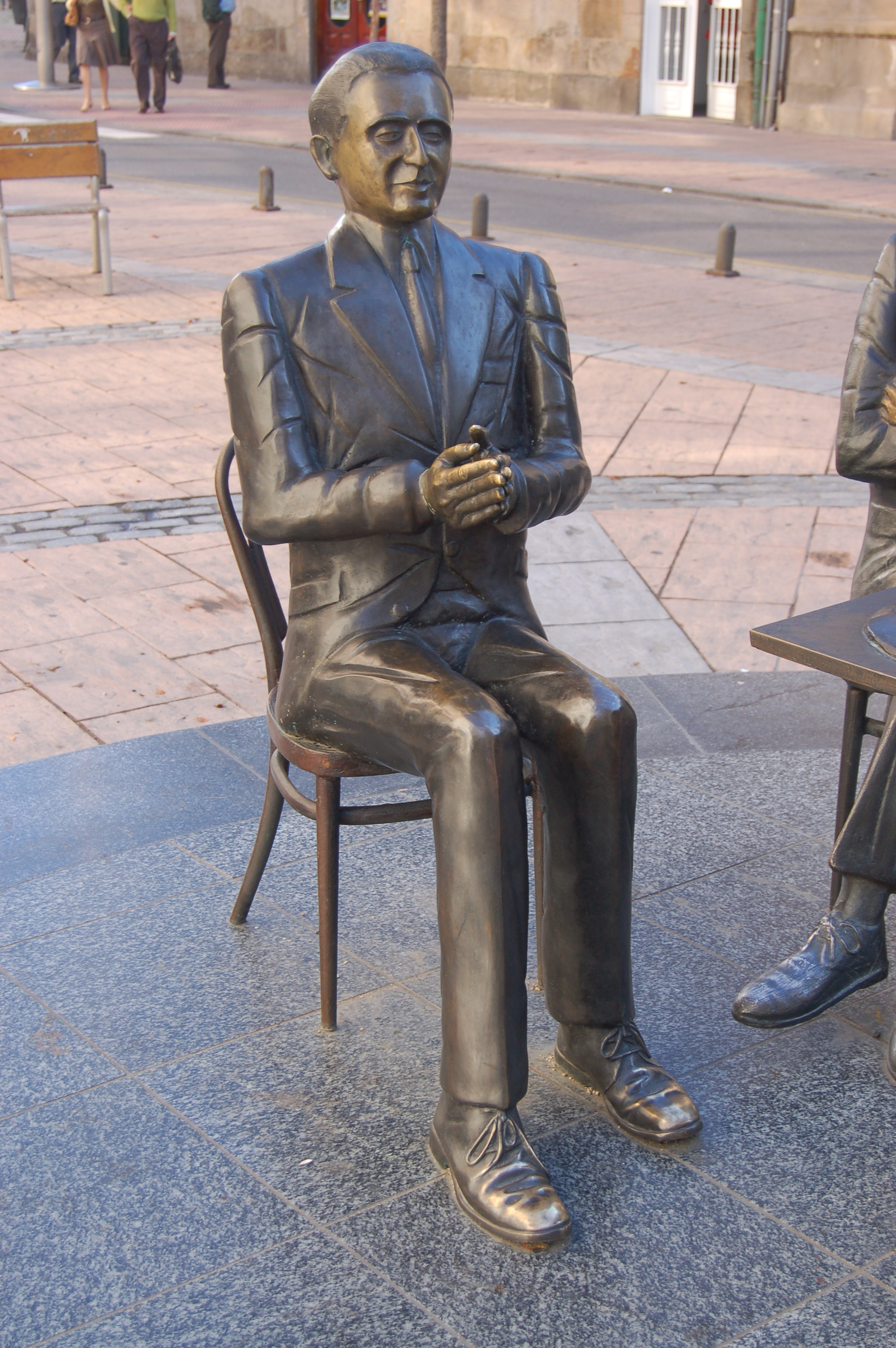
Alexandre Bóveda
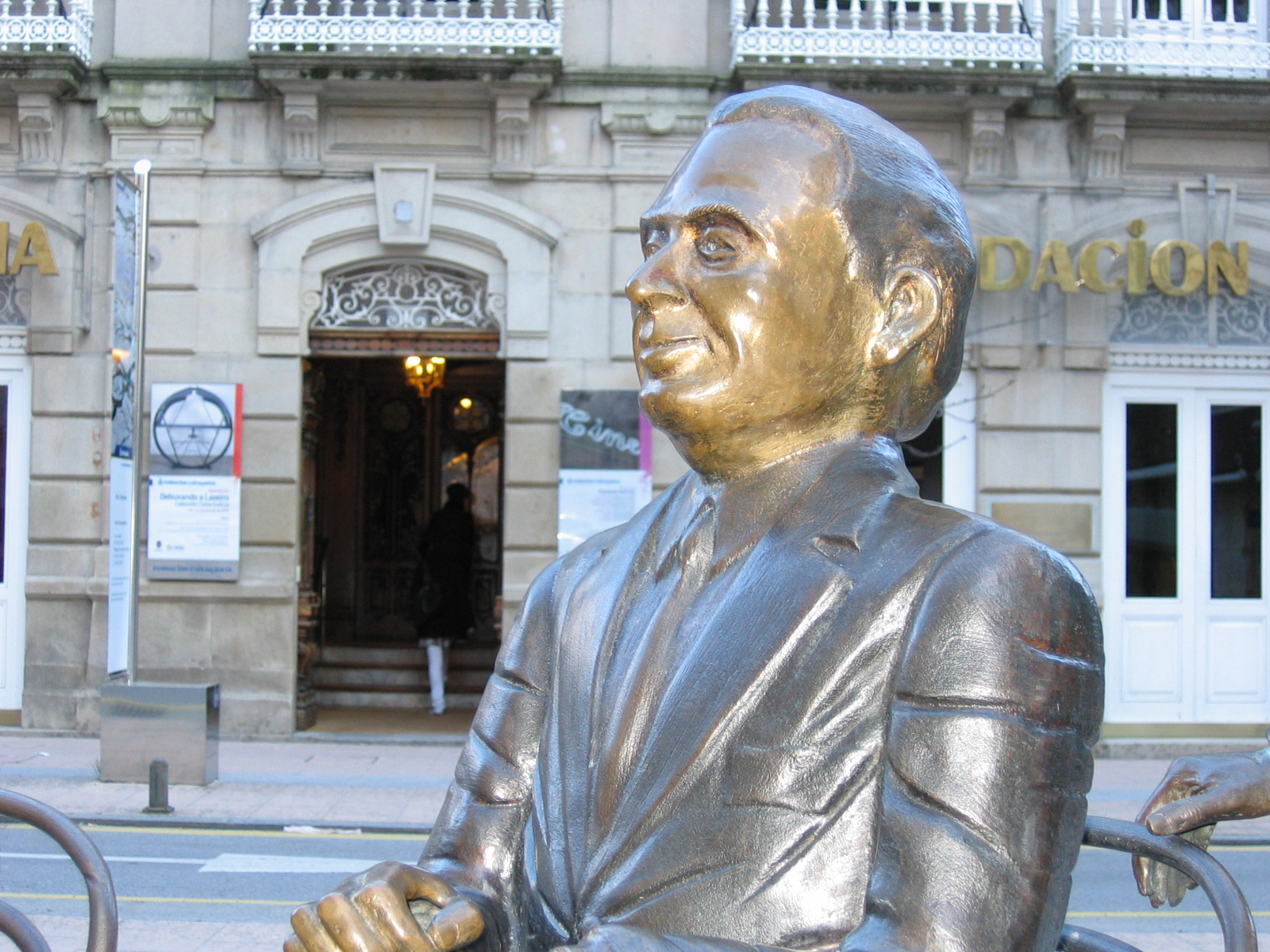
Valentín Paz Andrade
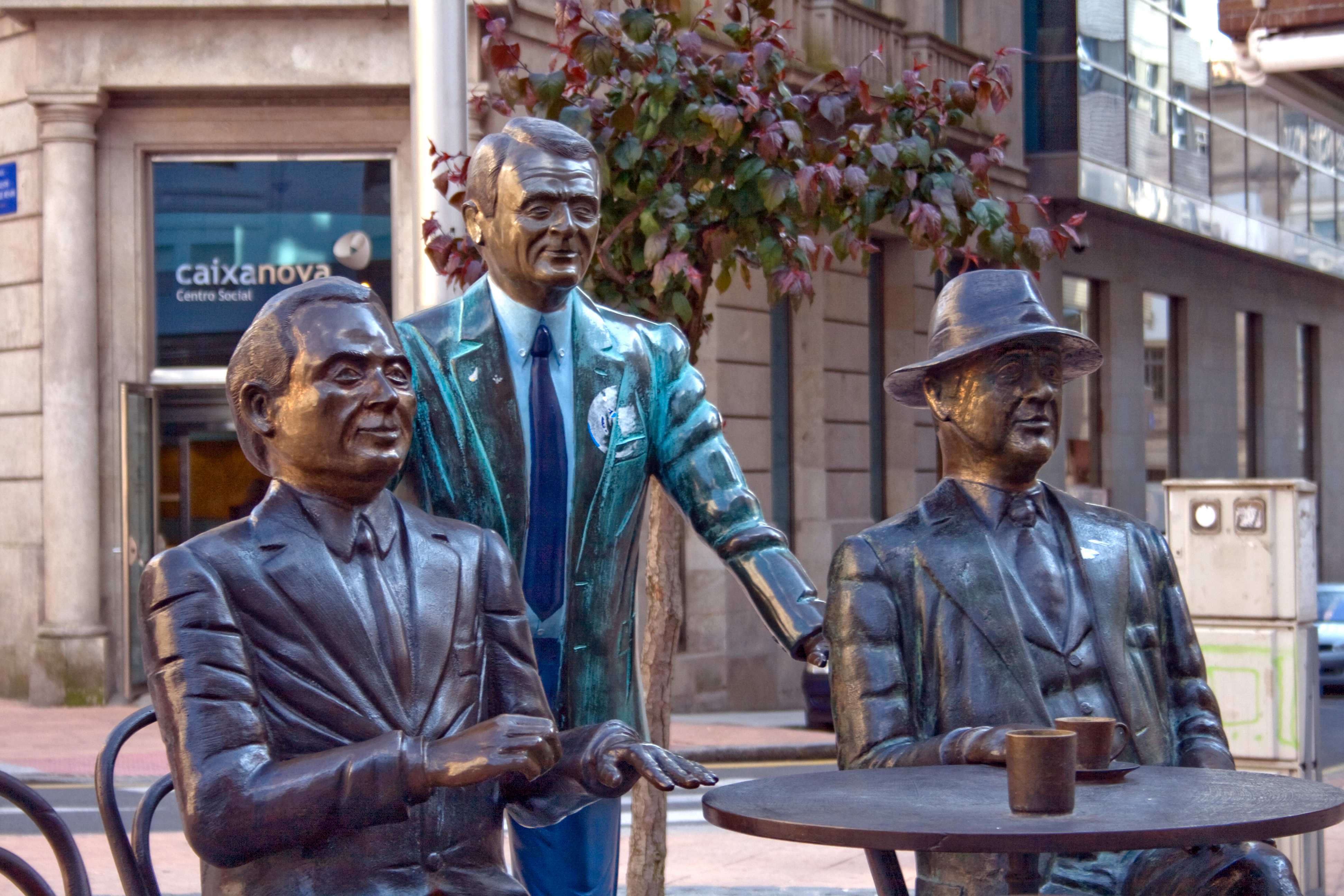
Ramón Cabanillas, Valentín Paz Andrade e Carlos Casares
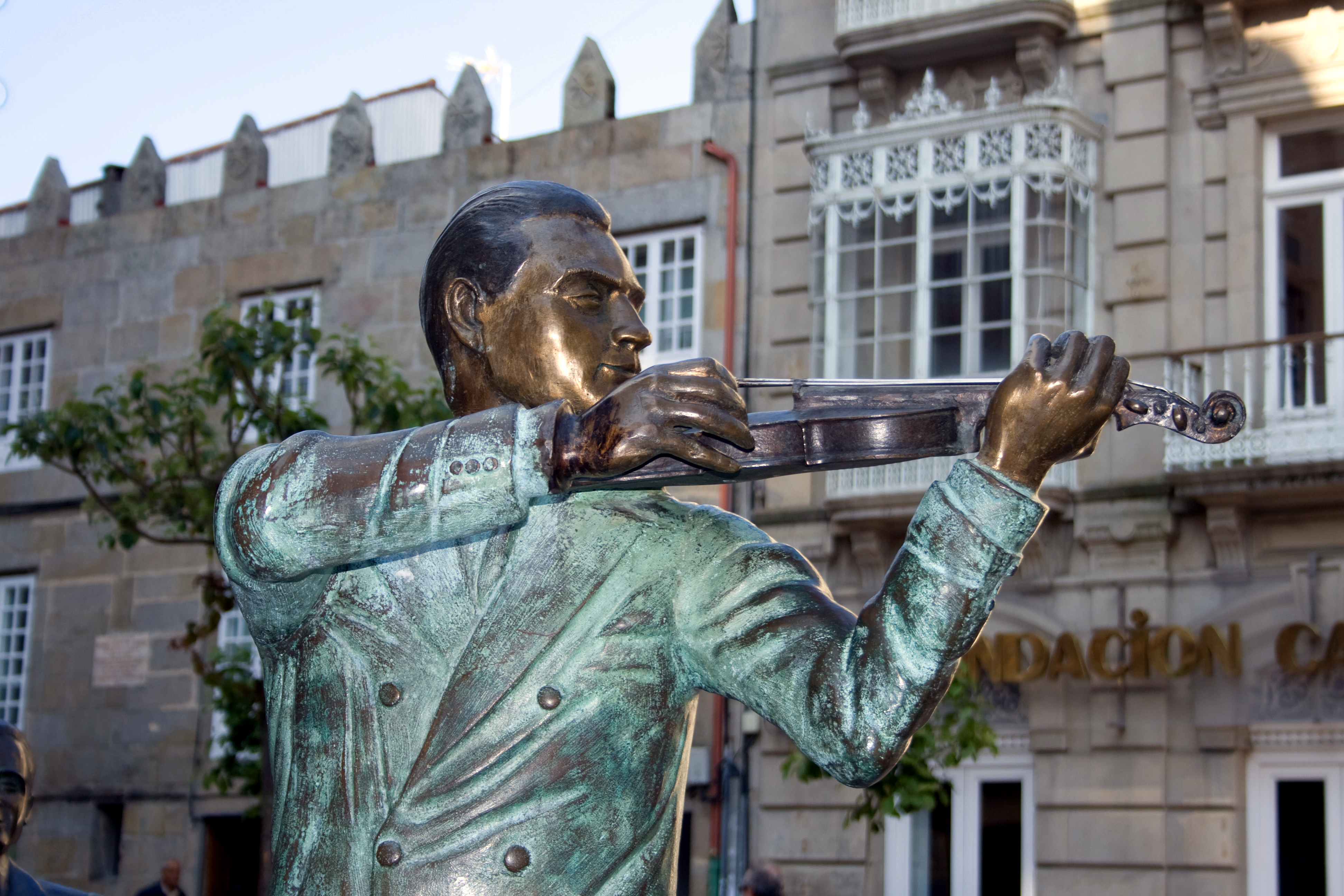
Manuel Quiroga tocando violino
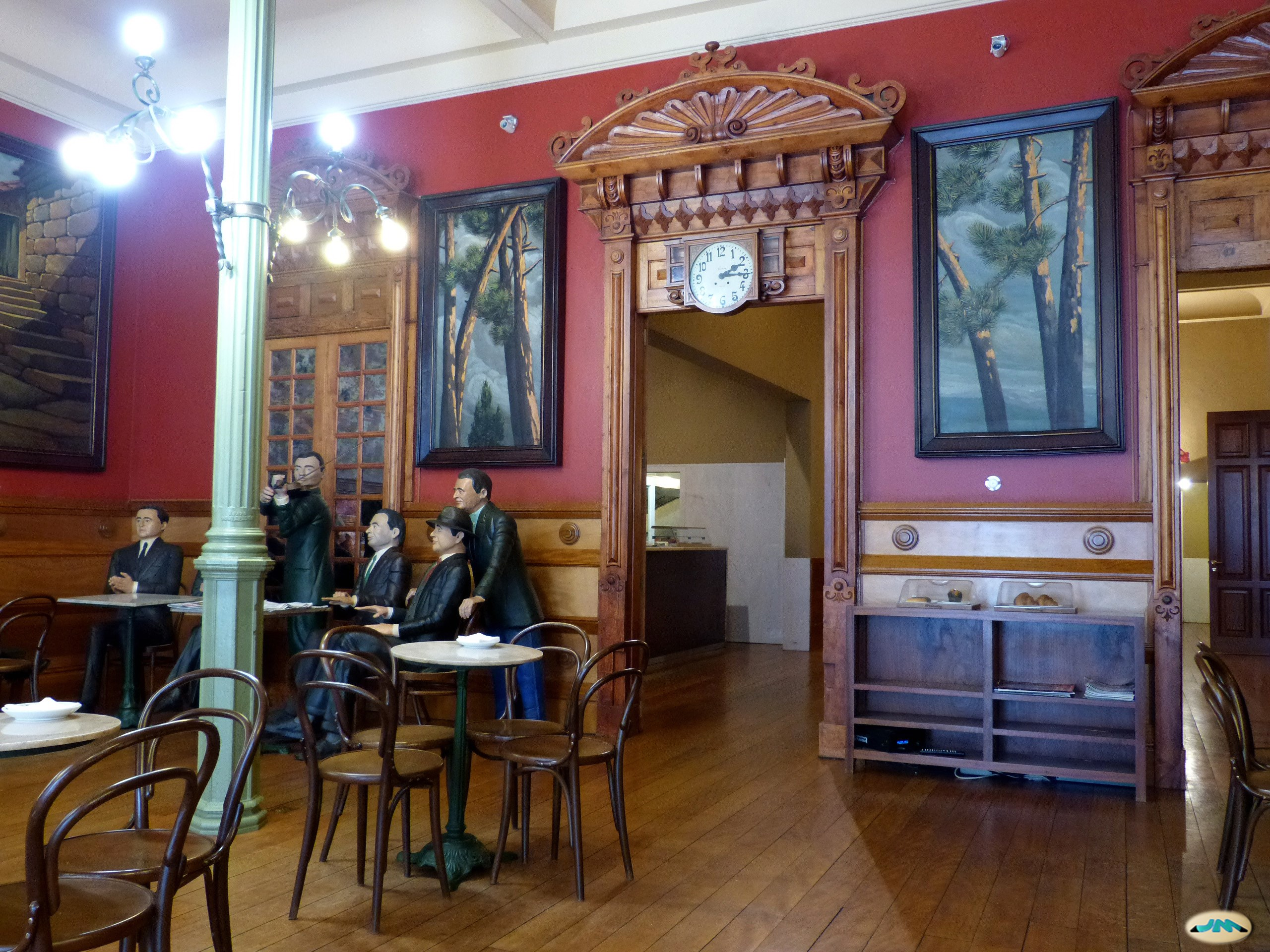
Grupo escultórico policromado dentro do Café Moderno

### Artigos relacionados
- Praça de São José
- Café Moderno
- Galeguismo
- Estatuto de Autonomia da Galiza de 1936
- Estátua de Teucro